# Жабін-Карневський
Жабін-Карневський (пол. Żabin Karniewski) — село в Польщі, у гміні Карнево Маковського повіту Мазовецького воєводства.
Населення — 148 осіб (2011).
У 1975-1998 роках село належало до Цехановського воєводства.

## Демографія
Демографічна структура станом на 31 березня 2011 року:
|          | Загалом | Допрацездатний вік | Працездатний вік | Постпрацездатний вік |
| -------- | ------- | ------------------ | ---------------- | -------------------- |
| Чоловіки | 65      | 15                 | 40               | 10                   |
| Жінки    | 83      | 20                 | 48               | 15                   |
| Разом    | 148     | 35                 | 88               | 25                   |